# バリードイル調教場
バリードイル調教場（バリードイルちょうきょうじょう、英：Ballydoyle）は、アイルランド・ティペラリー県に所在するクールモアスタッド所有の競走馬（サラブレッド）の調教場。現在の専属調教師はエイダン・オブライエン。単に「バリードイル」と表記されることも多い。

## 歴史
1950年にヴィンセント・オブライエンが用地を購入。当時は一介の農地に過ぎなかったが、オブライエンは緩やかな傾斜のある地形、水はけ、芝生の育成に適した肥沃な石灰質の土壌などの要素がサラブレッドの調教施設に理想的であると判断した。
当初はアイルランドで盛んである障害競走（ナショナルハント）の調教に力を入れていたが、後に平地競走に進出し、目覚ましい成績を収めるようになる。開場以来、土壌の改良や設備の改良などに絶え間ない投資が行われ、バリードイルはクールモアグループの本拠地として欧州のみならず世界の競馬を牽引する存在となった。

## 施設
開場当初の面積は250エーカー（約101.2ヘクタール）であったが、2016年時点では800エーカー（約323.7ヘクタール）となっている。
バリードイルに在厩する全ての馬にハートレートモニター（心拍数の測定装置）が装着されており、調教時計は1ハロンごとに自動で計測されている。この調教タイムをもとに毎週2歳馬の格付けが行われ、それを参考にしてスーザン・マグナー (クールモアグループの総帥ジョン・マグナーの夫人) が馬名を選択する。
年間の管理頭数は約160頭。広大な調教コースにはラチが設置されていない部分もあり、調教師がジープで並走し、無線で騎乗者に指示を出す光景も見られる。離れていても調教師の指示を受けられるように、騎乗者は全員イヤフォンを装着している。

## 専属調教師
- ヴィンセント・オブライエン（1951年 - 1994年）
- エイダン・オブライエン(1995年 - )

2人は同姓であるが、血縁関係はない。